# 汇流博物馆

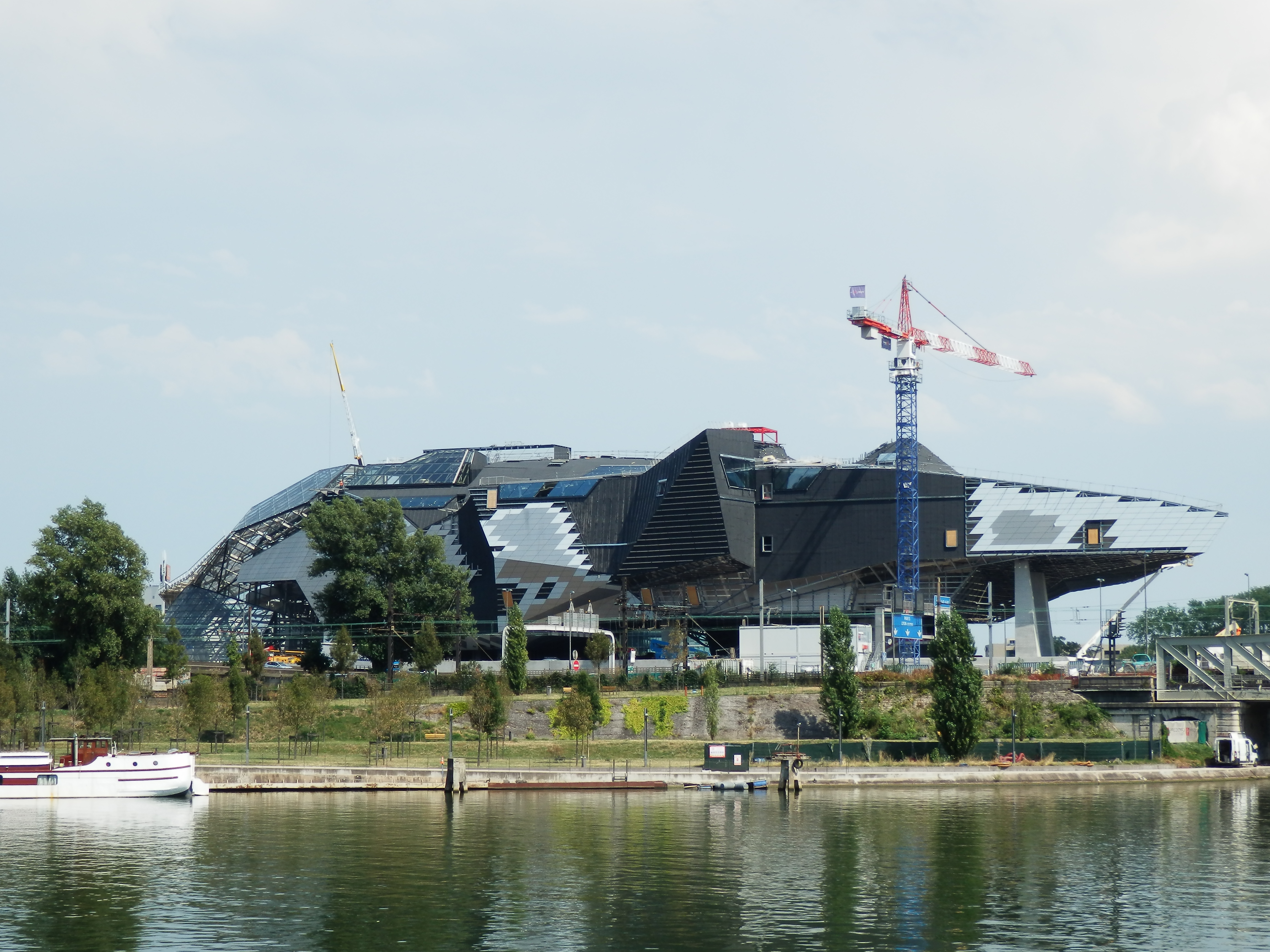
汇流博物馆正在建设中，照片：2013 年8月6日

汇流博物馆（Musée des Confluences）是法国里昂的一个科学中心和人类学博物馆，2014年12月20日开幕。它位于 里昂第二区半岛区南端，罗纳河和索恩河汇流处。
三大展览分别处理问题“我们从哪里来？”“我们是谁？”和“我们该怎么办？”
该博物馆高44米，长150米，宽83米，总面积22,000平方米。建设成本预算为1.53亿欧元，但最终接近3亿欧元.